# John DeFilippo
John DeFilippo (Youngstown, 12 aprile 1978) è un allenatore di football americano statunitense che svolge il ruolo di coordinatore offensivo dei Minnesota Vikings della National Football League (NFL). Al college giocò a football con la James Madison University.

## Carriera da allenatore
DeFilippo iniziò la sua carriera come allenatore nella NFL nel 2005 con i New York Giants come allenatore del controllo e qualità dell'attacco, fino al 2006.
Nel 2007 passò agli Oakland Raiders come allenatore dei quarterback, fino al 2008.
Nel 2009 firmò con i New York Jets come assistente allenatore dei quarterback.
Il 14 febbraio 2012 firmò per fare ritorno ai Raiders ancora come allenatore dei quarterback, dopo due anni trascorsi a livello universitario. Il 14 gennaio 2014 firmò per un altro anno.
Il 21 gennaio 2015, DeFilippo fu assunto come coordinatore offensivo dei Cleveland Browns.
Dal 2016 al 2017 fu l'allenatore dei quarterback dei Philadelphia Eagles, con quali si aggiudicò il Super Bowl LII.
Cinque giorni più tardi, fu ufficializzata dai Minnesota Vikings la sua assunzione come nuovo coordinatore offensivo della franchigia di Minneapolis, in sostituzione di Pat Shurmur nel frattempo passato ai New York Giants a ricoprire la carica di capo allenatore.